# LOVE×BEST
『LOVE×BEST』（ラブベスト）は、タイナカサチ初のベストアルバム。2010年9月30日に ジェネオン・ユニバーサルから発売された。

## 概要
- タイナカサチの初となるベストアルバム。
- 11thシングル「Voice〜辿りつく場所〜」からメジャーデビューシングル「disillusion」までリリースを遡るような曲順になっている（ただし、シングル表題曲の中から「君との明日」「一番星」「code」は収録されていない）。更にメジャーデビュー前から存在し、コンサートで披露されていた未発表曲「君は三日月」が書き下ろしの新曲として収録されている。
- 初回特典として「LOVE FESTA vol.2〜バレンタインにサチあれ〜」のコンサート映像と、「運命人」「Voice〜辿りつく場所〜」のプロモーションビデオを収録したDVDが付いている。
- 2010年12月に、インディーズ転向とともに名義を「タイナカ彩智」に変更したため、本作が「タイナカサチ」名義での最後のリリース作品となった。

## 収録曲
1. Voice〜辿りつく場所〜
  - 作詞：タイナカサチ、作曲：山元祐介、編曲：小山晃平
  - 11thシングル、劇場版「Fate/stay night　UNLIMITED BLADE WORKS」主題歌
2. 運命人
  - 作詞：渡辺なつみ、作曲：山元祐介、編曲：デワ ヨシアキ
  - 10thシングル、29局ネットTV番組『メロjpでいこう!』2009年9月度エンディングテーマ
3. また明日ね
  - 作詞、作曲：タイナカサチ 編曲：皆川真人
  - 9thシングル、29局ネット『プリン・ス2』2008年10月度エンディングテーマ
4. もう キスされちゃった
  - 作詞・作曲：広瀬香美、編曲：湯浅篤
  - 8thシングル、日本テレビ系「音楽戦士 MUSIC FIGHTER」2008年7月POWER PLAY
5. Visit of love
  - 作詞・作曲：タイナカサチ、編曲：河野伸
  - 7thシングル、日本海テレビ制作UHF29局ネット『プリン・ス』2008年2月度エンディングテーマ
6. 抱きしめて
  - 作詞・作曲：タイナカサチ、編曲：平田祥一郎
  - アルバム『Love is...』より
7. 抜け殻
  - 作詞・作曲：タイナカサチ、編曲：鈴木Daichi秀行
  - アルバム『Love is...』より
8. Lipstick
  - 作詞：タイナカサチ・渡邊亜希子、作曲：タイナカサチ、編曲：鈴木Daichi秀行
  - 6thシングル、日本海テレビ制作UHF29局ネット『プリン・ス』2007年11月度オープニングテーマ
9. 愛しい人へ
  - 作詞・作曲：タイナカサチ、編曲：安部潤
  - 5thシングル、NHK衛星第2テレビアニメ『精霊の守り人』エンディングテーマ
10. 会いたいよ。
  - 作詞・作曲：タイナカサチ、編曲：安部潤
  - 4thシングル、日本テレビ系『歌スタ!!』1月度エンディングテーマ
  - KBCテレビ『ドォーモ』2月度エンディングテーマ
  - tvk・CS GyaO他『アニメTV』エンディングテーマ
11. 最高の片想い
  - 作詞・作曲：タイナカサチ、編曲：藤井丈司・小山晃平
  - 3rdシングル、NHK衛星第2テレビアニメ『彩雲国物語』エンディングテーマ
  - tvk・CS GyaO他『アニメTV』エンディングテーマ
12. It's my life
  - 作詞・作曲：タイナカサチ、編曲：藤井丈司
  - シングル「最高の片想い」カップリング曲
13. きらめく涙は星に
  - 作詞：芳賀敬太、作曲：KATE、編曲：十川知司・NUMBER201
  - 2ndシングル、CTC他UHF6局ネットテレビアニメ『Fate/stay night』後期オープニングテーマ
14. disillusion
  - 作詞：芳賀敬太、作曲：NUMBER201、編曲：川井憲次
  - メジャーデビューシングル、CTC他UHF6局ネットテレビアニメ『Fate/stay night』前期オープニングテーマ
15. 君は三日月
  - 作詞・作曲：タイナカサチ、編曲：大坪稔明